# Шинок (приток Ануя)
Шинок — река в России, протекает в Алтайском крае. Устье реки находится в 291 км по левому берегу реки Ануй. Длина реки составляет 12 км. Река известна каскадом водопадов.

## Описание
Река Шинок протекает в Солонешенском районе Алтайского края. У реки 2 истока, оба находятся на заболоченном плато к юго-западу от горы Аскаты (1786 м). От места слияния двух истоков до устья реки насчитывается около 13 км, перепад высот составляет 850 м. Большая часть реки Шинок проходит по каменистому руслу, а перепад высот обеспечивают бурное течение. Ниже по течению, в полукилометре от места слияния, начинается ущелье Краеведов, протяжённостью более чем километр. Затем следует полукилометровый участок с пологими склонами и вновь начинается ущелье — Кабарожье, которое занимает около 500 метров. Ущелье загромождено камнями, его трудно проходить, поэтому большая его часть до сих пор не обследована.
Шинок в переводе с тюркских языков означает «обрывистый», «неприступный». Реку течет через кедровый лес, растущий по склонам гор (урочище «Орешная»). На реке находится каскад из 12 водопадов. В апреле 1999 г. он получил статус заказника, а в 2000 году три водопада были отнесены к числу памятников природы регионального значения.
В ущелье Кабарожье находится самый впечатляющий водопад Большой. Его более известное название — Жираф. От ванны Большого водопада начинается Водопадное ущелье. Его протяжённость менее километра, но там находится множество водопадов, начиная от его нижней части, где расположено место срыва водопада Двойной Прыжок или Йог. После Двойного Прыжка начинается водопад Ласковый мираж.

## Данные водного реестра
По данным государственного водного реестра России относится к Верхнеобскому бассейновому округу, водохозяйственный участок реки — Обь от слияния рек Бия и Катунь до города Барнаул, без реки Алей, речной подбассейн реки — бассейны притоков (Верхней) Оби до впадения Томи. Речной бассейн реки — (Верхняя) Обь до впадения Иртыша.